# Kinderlachen
Kinderlachen e. V.  ist ein eingetragener Verein in Dortmund, der sich um kranke und arme Kinder schwerpunktmäßig in Deutschland kümmert.

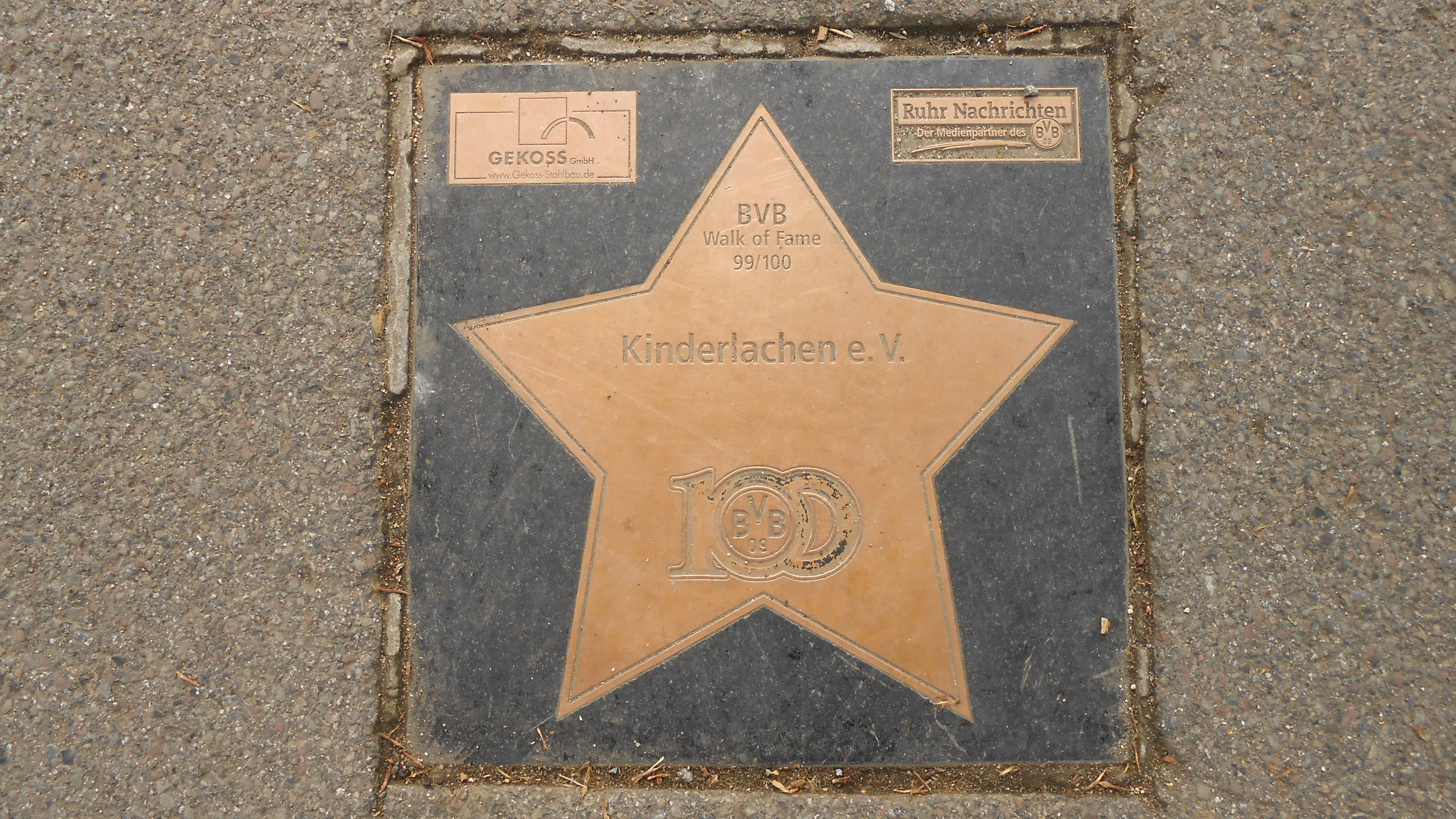
Der Stern für den Kinderlachen e. V. auf dem BVB Walk of Fame

Die Vereinsgründung datiert vom 1. Juli 2002. Die Initiatoren sind die Vereinsgründer und heutigen Vorstände Christian Vosseler (Vorsitz) und Marc Peine (Geschäftsführender Vorstand). Die Schirmherrschaft übernahm im Jahr 2004 der Comedian Matze Knop. Unter den „Botschaftern“ sind  Fernsehmoderatoren, Musiker, Sportler und Schauspieler.
Mit Einnahmen aus Spenden, Fußball- und Eishockey-Prominentenspielen sowie einem jährlichen Golfturnier finanziert der Verein Hilfsaktionen in Kinderkliniken, Kinderhospizen und Kindergärten.
Mit dem „KIND-Award“ zeichnet der Verein seit 2005 in jedem Jahr anlässlich der Kinderlachen-Gala in Dortmund Menschen für ihr Engagement für Kinder aus.